# ابن كلاب
أبو محمد عبد الله بن سعيد بن كُلَّاب (بضم الكاف وتشديد اللام) القطان البصري المعروف باسم ابن كلاب، كان من علماء الدين السنة، وأبرز المتكلمين بالبصرة في زمانه، صاحب التصانيف في الرد على المعتزلة. أخذ عنه الكلام داود بن علي الظاهري، قاله أبو الطاهر الذهلي. وقيل: إن الحارث المحاسبي أخذ علم النظر والجدل عنه أيضاً. وكان يلقب كلاباً؛ لأنه كان يجر الخصم إلى نفسه ببيانه وبلاغته. وأصحابه هم الكلابية، وكان يرد على الجهمية والمعتزلة.
تزعَّم ابن كُلَّاب جماعةً تتكوَّن أساسًا من طلاب الشافعي المباشرين والجيل الثاني، وكان منهم الكَرابيسي، والقَلانسي، والمحاسبي، والبخاري، وأبو ثور، وداود الظاهري.
اشتهر الكلابية بانتقادهم الشديد لللجهمية والمعتزلة والمشبِّهة والمجسمة باستخدام الأساليب العقلية (علم الكلام) للدفاع عن عقيدة سلفية في الإسلام السني. تلاه من بعدها استخدم الأشعري نفس المنهج، والذي كان يفضله المعتزلة للدفاع عن عقيدة أهل الحديث نفسها، مواصلًا الإرث الذي أورثه له ابن كُلَّاب، ليؤسس الأشعري أول مدرسة كلامية لإثبات عقائد أهل الحديث.
وقد خالفوا عقيدة المعتزلة في مسألة خلق القرآن (خلق القرآن) من خلال إدخال تمييز بين كلام الله (اسموه الكلام النفسي) ونطقه.
وقد أثنى عليهم معدد من العلماء المشهورين، منهم ابن عساكر، تاج الدين السبكي، ابن حجر العسقلاني، ابن خلدون، ابن أبي زيد القيرواني، ابن قاضي شهبة، جمال الدين الإسنوي، كمال الدين البياضي في كتابه إشارات المرام، أبو منصور البغدادي في كتابه كتاب أصول الدين، والشهرستاني في الملل والنحل، والكوثري.

## أتباعه
ظهرت جماعة من أهل السنة والجماعة تنتصر لآراء ابن كلاب وتتبنّاها وعرفوا باسم الكلابية (منهم الحارث المحاسبي، وأبو العباس القلانسي، وأبو علي الثقفي، وأبو بكر الصبغي)، كما سار على ذات منهج ابن كلاّب العديد من الأعلام من بينهم: أبو الحسن الأشعري وأبو منصور الماتريدي.
وقد جعل الحافظ ابن حجر العسقلاني الإمام البخاري من أتباعه فقال عنه: «وَأَمَّا الْمَسَائِلُ الْكَلَامِيَّةُ فَأَكْثَرُهَا مِنَ الْكَرَابِيسِيِّ، وَابْنِ كِلَابٍ وَنَحْوِهِمَا»  وذكر عبد القاهر البغدادي أن من تلامذته كذلك: (عبد العزيز المكي الكتاني، وتلميذه الحسين بن فضل البجلي، والجنيد البغدادي)  وقد قال ابن قاضي شهبة: «وَرَأَيْت فِي كَلَام الشَّيْخ عبد الله اليافعي أَن ابْن كلاب سَأَلَ الْجُنَيْد عَن التَّوْحِيد يَعْنِي سُؤال امتحان».

## مؤلفاته
ألف ابن كلاب ما يزيد عن 200 كتاب، غير أنها اندثرت وضاعت، وإن كان منها موجود في بطون كتب أخرى مثل «مقالات الإسلاميين» للأشعري.
ومن كتبه التي ذكرت في تراجمه:
1. خلق الأفعال
2. الرد على المعتزلة
3. الصفات[10]
4. التوحيد
5. الرد على الحشوية[11]

## وفاته
اختلف في تحديد مكان وفاته وتاريخه، فقد ذكر الذهبي أنه كان باقيا قبل الأربعين ومائتين، وقد حددها البغدادي بعام 241 هـ.